# Квадрига Святого Марка

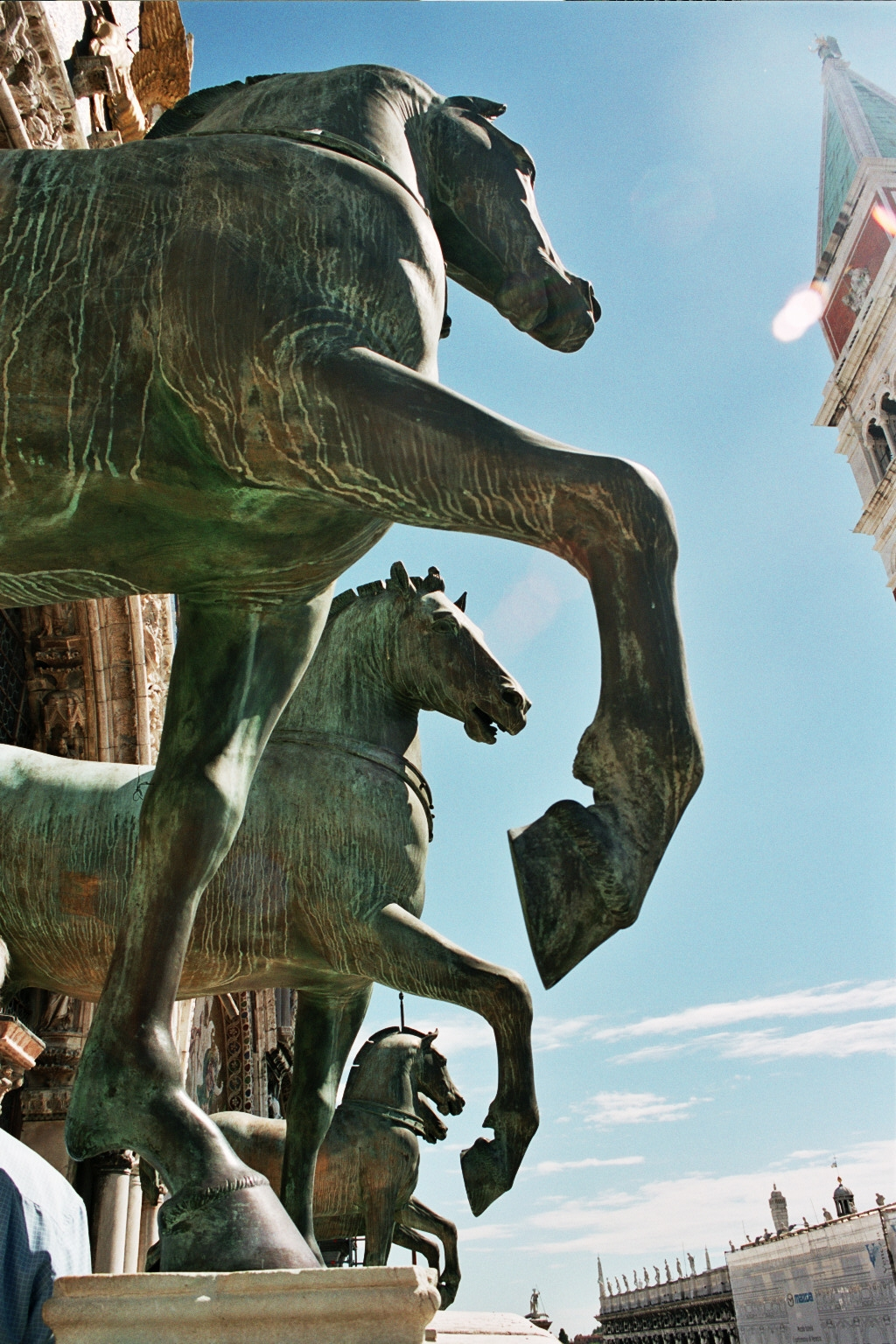
Копія коней Святого Марка

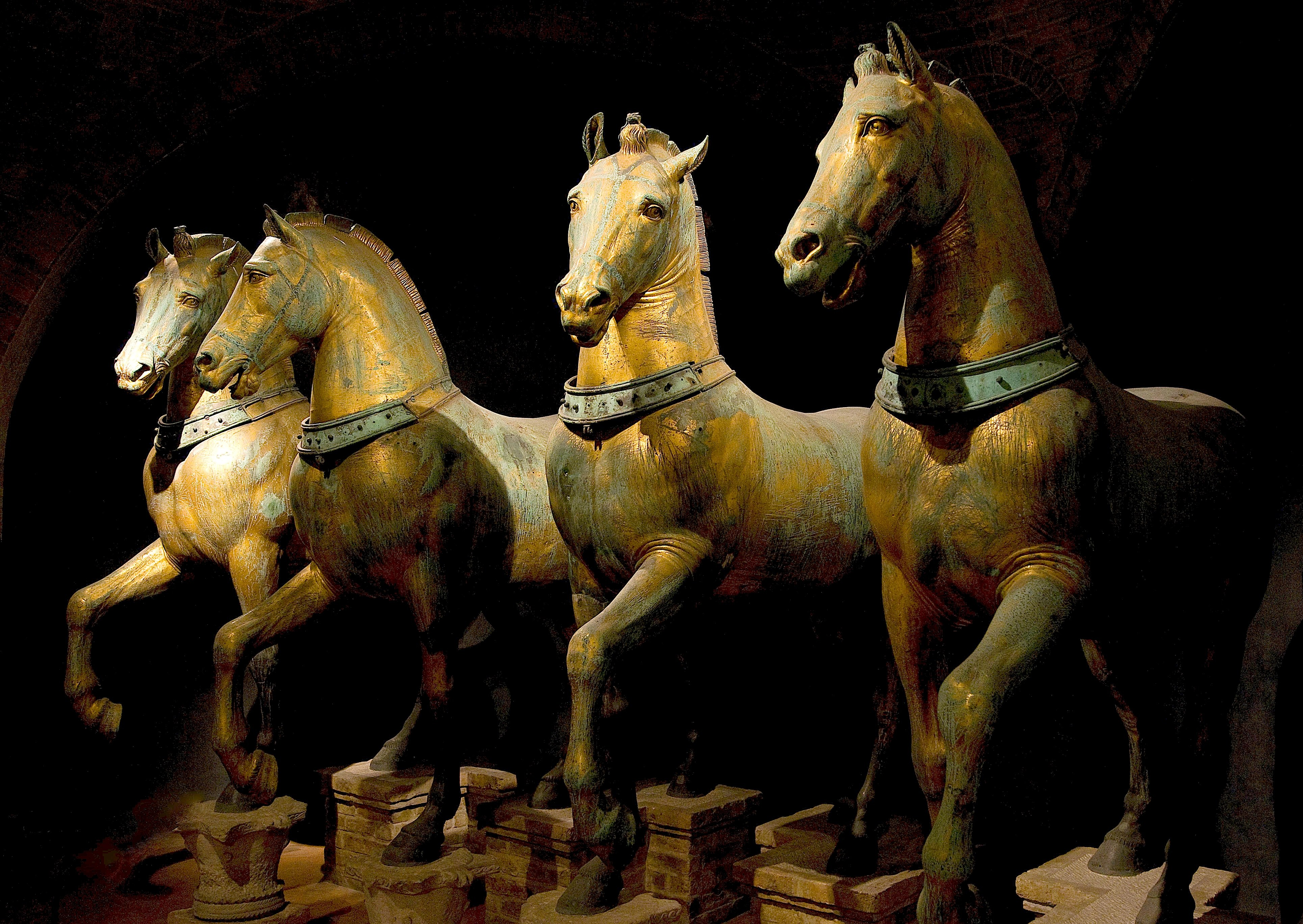
Оригінал коней в музеї

Тріумфальна квадрига або Коні Святого Марка (італ. Cavalli di San Marco) — чотири бронзові кінні статуї, спершу частина скульптурної композиції, що зображала квадригу (колісницю для перегонів з чотирма кіньми в упряжці), які були доставлені до Венеції і встановлені на фасаді собору Святого Марка після розграбування Константинополя у 1204 році.

## Походження
Скульптури відносяться до пізньої античності і приписуються грецькому скульпторові IV ст. до н. е. Лісіппу, але ця версія не є широко визнаною. Хоча статуї називають бронзовими, аналіз показує, що вони містять принаймні 96,67 % міді, тому вони мають розглядатися як мідь з домішками, а не бронза. Високий вміст олова підвищив температуру лиття до 1200–1300 °C. Мідь високої чистоти була обрана, щоб якнайкраще виконати ртутне позолочення. Враховуючи сучасні знання про давні технології, цей метод виробництва говорить про римське, а не елліністичне походження.

## Історія
Відомо, що коні разом з квадригою, з якою вони були зображені, впродовж тривалого часу були виставлені на іподромі Константинополя. Можливо саме вони згадані у візантійському тексті VIII чи IX століття Parastaseis syntomoi chronikai як «чотири позолочених коня, що височать над іподромом», що «привезені з острова Хіос за  Феодосія II». Вони все ще були там у 1204 році, коли під час Четвертого хрестового походу при розграбуванні Константинополя стали трофеями венеційців. Невдовзі після походу дож Енріко Дандоло переправив коней у Венецію, де у 1254 році вони були встановлені на лоджії фасаду базиліки Святого Марка. Першим поставив питання про походження скульптур Петрарка, який писав про них:
|  | Гарцюють четверо прекрасних позолочених коней з бронзи, котрим стародавній художник надав таку схожість з живими, що, здається, ти чуєш їхній тупіт й іржання… |

У 1797 році за вказівкою Наполеона коней зняли з базиліки і відвезли в Париж, де вони увінчали Тріумфальну арку на площі Каррузель разом з квадригою.
Поверненню коней до Італії сприяв Антоніо Канова. У 1815 році їх доставив до Венеції капітан Думареск (Captain Dumaresq). Він брав участь у битві при Ватерлоо і, коли прибув з союзними військами у Париж, був обраний імператором Австрії, щоб зняти коней з Тріумфальної арки і повернути на своє місце до базиліки Святого Марка. За майстерність, з якою була виконана ця робота, імператор подарував йому золоту табакерку з його ініціалами, викладеними алмазами на кришці.
На початку 1980-х через постійне пошкодження від зростаючого забруднення повітря було прийняте рішення заміни коней на фасаді собору їх точними копіями. З того часу оригінали виставляються тільки всередині базиліки.